# Comuna Uvarivka, Nîjnohirskîi
Uvarivka (în ucraineană Уварівка) este o comună în raionul Nîjnohirskîi, Republica Autonomă Crimeea, Ucraina, formată din satele Novoivanivka, Simeane și Uvarivka (reședința).

## Demografie
Componența lingvistică a comunei Uvarivka
     Rusă (64,77%)
     Tătară crimeeană (23,78%)
     Ucraineană (9,7%)
     Alte limbi (1,07%)
Conform recensământului din 2001, majoritatea populației comunei Uvarivka era vorbitoare de rusă (64,77%), existând în minoritate și vorbitori de tătară crimeeană (23,78%) și ucraineană (9,7%).